# Championnat de la Martinique de football 2016-2017
Navigation
Saison précédente Saison suivante
La saison 2016-2017 du Championnat de la Martinique de football est la quatre-vingt-dix-huitième édition de la première division en Martinique, nommée Régionale 1. Les quatorze formations de l'élite sont réunies au sein d'une poule unique où elles s'affrontent deux fois au cours de la saison. Les trois derniers du classement sont relégués et remplacés par les trois meilleurs clubs de Régionale 2 à l'issue de la saison.
C'est le Club franciscain qui est sacré cette saison après avoir terminé en tête du classement final, avec deux points d'avance sur le double tenant du titre, Golden Lion de Saint-Joseph et seize sur le Club Colonial de Fort-de-France. Il s’agit du dix-septième titre de champion de Martinique de l'histoire du club.

## Qualifications régionales
Les quatre premiers du championnat se qualifient pour la Ligue Antilles 2018.

## Les clubs participants
- Club franciscain
- New Star Ducos
- Club sportif Case-Pilote
- Good Luck de Fort-de-France
- Club Colonial de Fort-de-France
- Racing Club de Rivière-Pilote
- Aiglon du Lamentin
- L'Essor-Préchotain
- Golden Star de Fort-de-France
- New Club Petit-Bourg - Promu de Régionale 2
- Golden Lion de Saint-Joseph
- JS Eucalyptus - Promu de Régionale 2
- US Diamantinoise - Promu de Régionale 2
- Excelsior

## Compétition
Le barème de points servant à établir le classement se décompose ainsi :
- Victoire : 4 points
- Match nul : 2 points
- Défaite : 1 point

### Classement
| Rang | Équipe                          | Pts | J  | G  | N | P  | Bp | Bc | Diff |
| ---- | ------------------------------- | --- | -- | -- | - | -- | -- | -- | ---- |
| 1    | Club franciscain                | 93  | 26 | 21 | 4 | 1  | 75 | 12 | +63  |
| 2    | Golden Lion de Saint-JosephT    | 91  | 26 | 20 | 5 | 1  | 85 | 15 | +70  |
| 3    | Club Colonial de Fort-de-France | 77  | 26 | 16 | 3 | 7  | 40 | 23 | +17  |
| 4    | Racing Club de Rivière-Pilote   | 75  | 26 | 14 | 7 | 5  | 53 | 25 | +28  |
| 5    | Aiglon du Lamentin              | 73  | 26 | 14 | 5 | 7  | 65 | 47 | +18  |
| 6    | L'Essor-Préchotain              | 67  | 26 | 11 | 8 | 7  | 36 | 31 | +5   |
| 7    | Club sportif Case-Pilote        | 58  | 26 | 8  | 8 | 10 | 34 | 44 | -10  |
| 8    | Good Luck de Fort-de-France     | 57  | 26 | 8  | 7 | 11 | 30 | 41 | -11  |
| 9    | New Star Ducos                  | 56  | 26 | 9  | 3 | 14 | 35 | 43 | -8   |
| 10   | Golden Star de Fort-de-France   | 49  | 26 | 6  | 5 | 15 | 33 | 47 | -14  |
| 11   | JS EucalyptusP                  | 48  | 26 | 5  | 7 | 14 | 24 | 49 | -25  |
| 12   | US DiamantinoiseP               | 46  | 26 | 4  | 8 | 14 | 30 | 64 | -34  |
| 13   | New Club Petit-BourgP -1        | 41  | 26 | 3  | 7 | 16 | 20 | 55 | -35  |
| 14   | Excelsior Schoelcher            | 38  | 26 | 3  | 3 | 20 | 22 | 86 | -64  |

|  | Qualification pour la Ligue Antilles 2018    |
|  | Relégation en deuxième division              |
|  | T : Tenant du titre P : Promu de Régionale 2 |

## Bilan de la saison
| Championnat de la Martinique de football 2016-2017 |                                  |
| Champion                                           | Club franciscain (17e titre)     |
| Coupes et trophées                                 |                                  |
| Vainqueur de la Coupe de la Martinique 2016-2017   | Samaritaine de Sainte-Marie (R2) |
| Qualifications continentales                       |                                  |
| Ligue Antilles 2018                                | Club franciscain                 |
| Ligue Antilles 2018                                | Golden Lion de Saint-Joseph      |
| Ligue Antilles 2018                                | Club Colonial de Fort-de-France  |
| Ligue Antilles 2018                                | Racing Club de Rivière-Pilote    |
| Promotions et relégations                          |                                  |
| Promus en Régionale 1                              | Samaritaine de Sainte-Marie      |
| Promus en Régionale 1                              | RC Saint-Joseph                  |
| Promus en Régionale 1                              | Emulation Schoelcher             |
| Relégués en Régionale 2                            | Excelsior Schoelcher             |
| Relégués en Régionale 2                            | New Club Petit-Bourg             |
| Relégués en Régionale 2                            | US Diamantinoise                 |